# Quarriers Village
Quarriers Village är en by i Inverclyde i Skottland. Byn är belägen 23 km 
från Glasgow. Orten har 680 invånare (2016).